# Bovo di Voghera
Bovo (in francese Beuvon, in latino Bobo e in latino volgare Bovone; Noyers-sur-Jabron, 940 circa – Voghera, 22 maggio 986) è stato un cavaliere medievale francese, che si dedicò alla penitenza e ai pellegrinaggi. È venerato come santo dalla Chiesa cattolica come patrono di Voghera e Caltignaga.

## Agiografia
Secondo un'antica biografia in parte leggendaria, sarebbe stato figlio di Adelfrido e Odelinda, nobili provenzali. Si distinse in numerose battaglie, in particolare contro i Mori che all'epoca compivano numerose incursioni nella Francia meridionale. Viene narrato che il suo eroismo fu fondamentale durante l'assedio della fortezza saracena di Frassineto, organizzata da Guglielmo I, duca di Provenza, nel 973.
Successivamente cambiò vita, dedicandosi alla meditazione, alla penitenza e ai pellegrinaggi. Perdonò l'uccisione del fratello ed ebbe fama di taumaturgo.
Durante uno dei suoi pellegrinaggi verso Roma, si ammalò e il 22 maggio 986 morì a Voghera, città di cui è ora patrono.

## Culto
Il corpo di Bovo fu sepolto fuori dalle mura di Voghera, nel borgo di San Pietro; la sua tomba, presto dimenticata, fu ritrovata in seguito ad avvenimenti prodigiosi e così intorno a quei sacri resti nacquero una chiesa, un monastero e un ospizio che fu retto dagli Ospitalieri di san Bovo secondo la regola di Guido da Montpellier.
Nel 1212 il suo corpo fu portato a Pavia nel monastero benedettino di Sant'Apollinare fuori Porta Palazzo. Solo nel 1469 fece ritorno a Voghera e rinchiuso in un'arca sull'altare della chiesa di San Bovo in Borgo San Pietro.
La memoria liturgica si celebra il 22 maggio. In Veneto si commemora il 2 gennaio.

### Patronati
È patrono della Provenza e di alcune località italiane, tra le quali i seguenti comuni: 
- Caltignaga (NO);
- Canal San Bovo (TN) compatrono;
- Voghera (PV);
- San Bovio, frazione di Peschiera Borromeo (MI).

Inoltre è considerato protettore degli animali domestici, in particolare contro le malattie infettive dei bovini (in passato le sue raffigurazioni erano collocate nelle stalle).
A lui sono dedicate fiere e mostre zootecniche (Fiera di San Bovo di Voghera).

### Iconografia
È sovente raffigurato con armatura da cavaliere, elmo, spada, reggente un drappo raffigurante un bue. Spesso, inoltre, è rappresentato in sella ad un cavallo.

### Documentari
Nel 2022, con la collaborazione del Comune e della parrocchia del Duomo di Voghera, è uscito un mediometraggio di docu-fiction dal titolo "Storia di San Bovo" con regia di Michele Canevari, che mescola interviste ad esperti sulla storia del Santo e del suo culto nei secoli e una ricostruzione cinematografica con attori della sua vita, dove il Santo è interpretato da Umberto Baccolo (anche narratore della parte documentaria).

## Galleria d'immagini

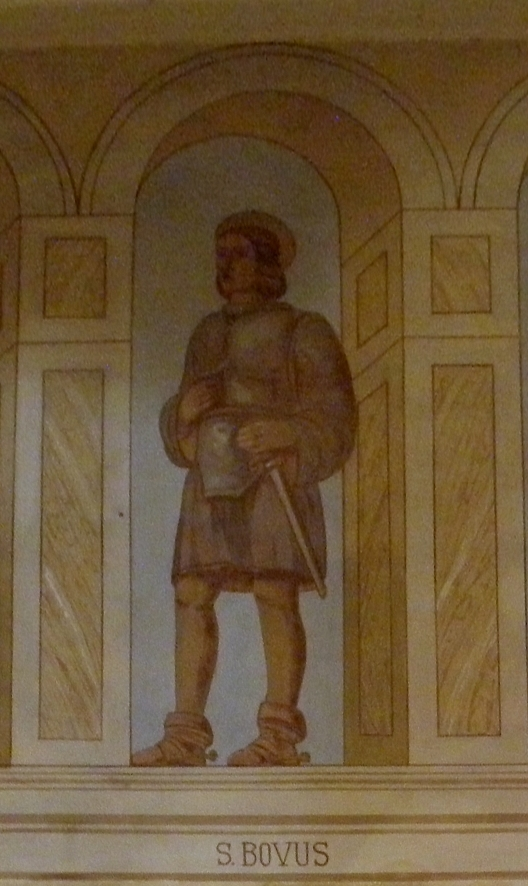
Affresco di San Bovo, nella Chiesa di San Giovanni Battista ad Agna
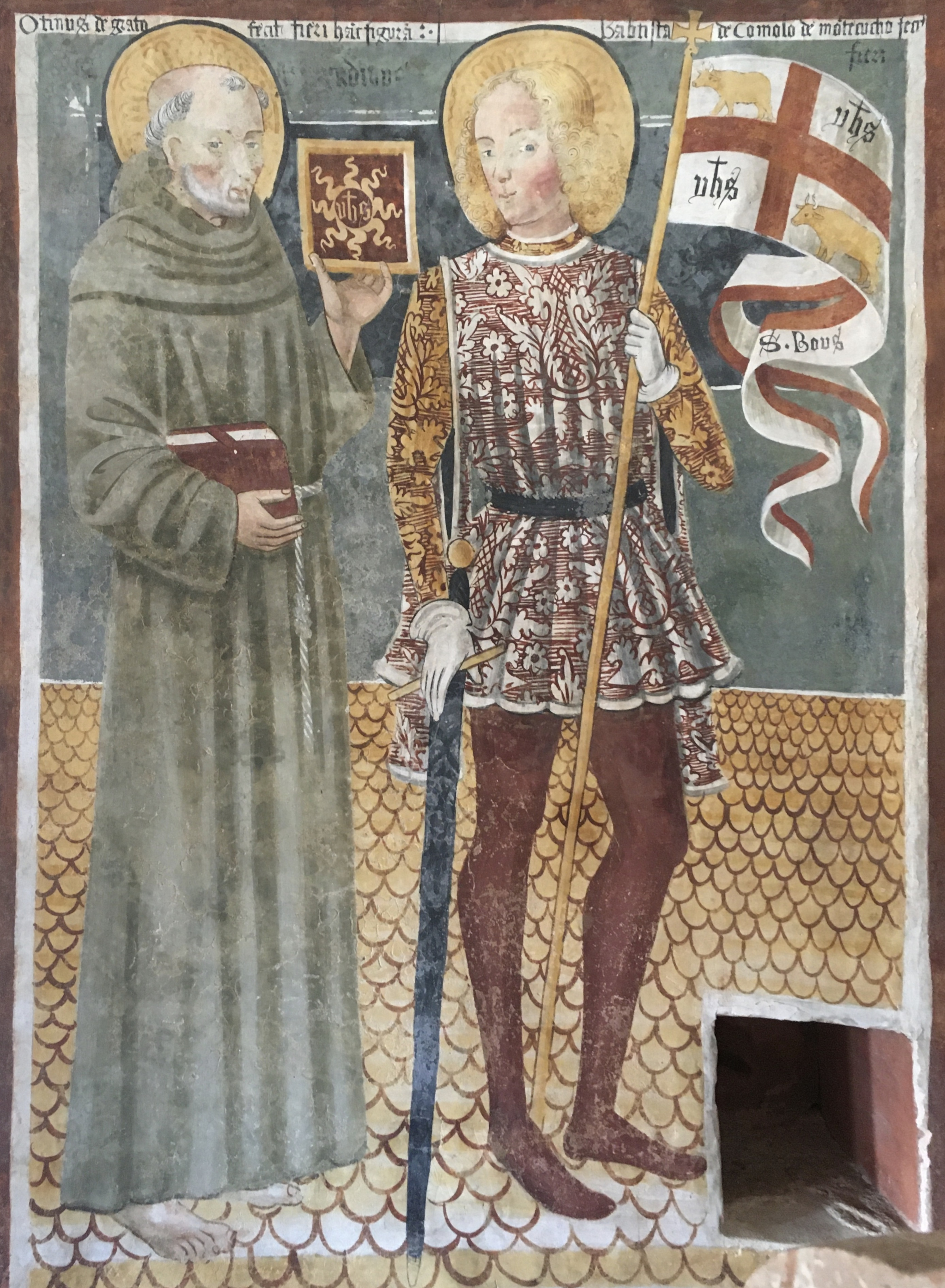
Affresco di San Bernardino da Siena e San Bovo, nell'Oratorio di Santa Maria a Garbagna Novarese (fine XV secolo)
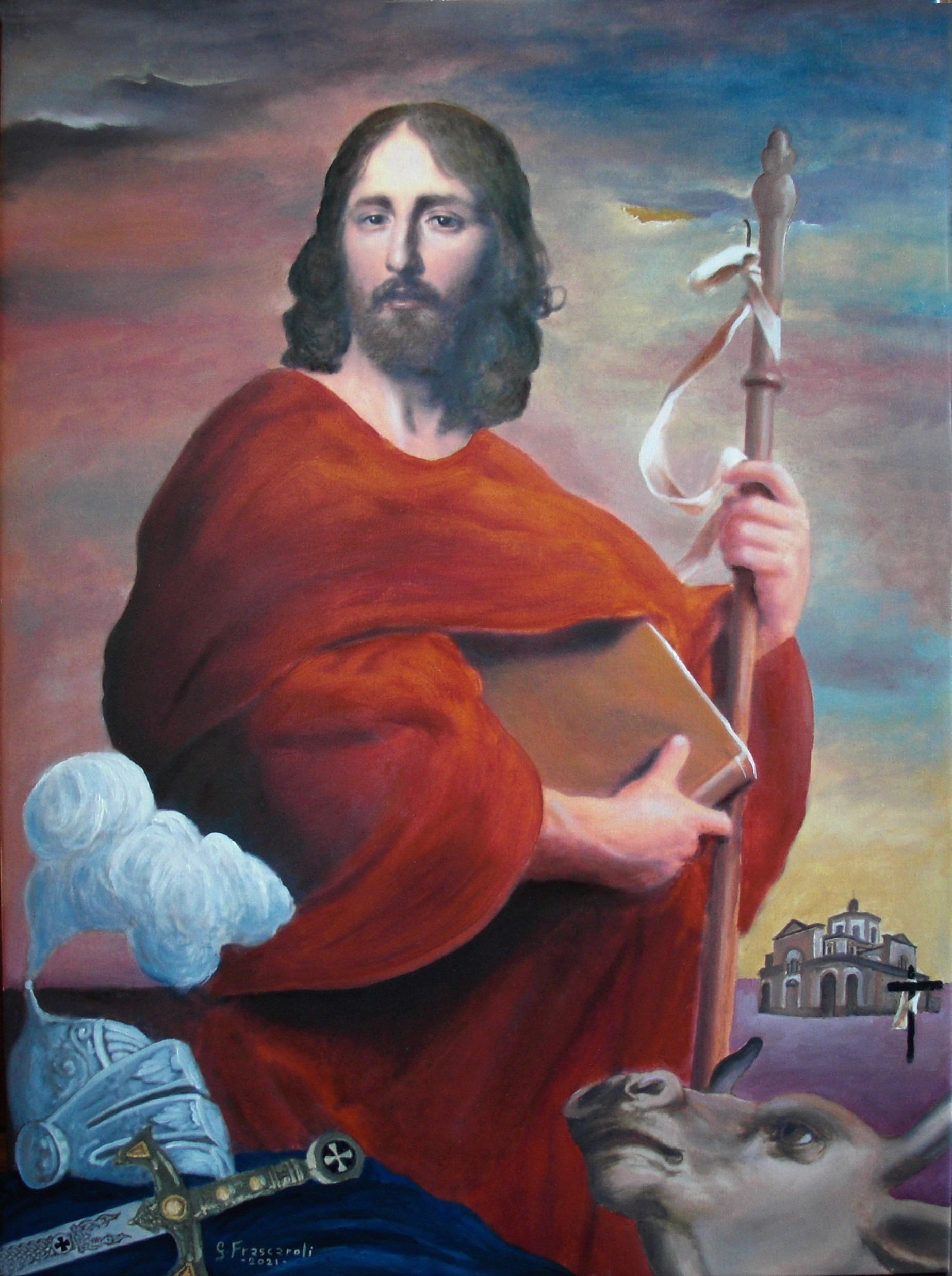
San Bovo di Voghera, olio su tela di Giuseppe Frascaroli